# Tenancingo, México
Tenancingo là một đô thị thuộc bang México, México. Năm 2005, dân số của đô thị này là 80183 người.